# Ramnässkogen
Ramnässkogen är ett naturreservat i Surahammars kommun i Västmanlands län.
Området är naturskyddat sedan 2019 och är 267 hektar stort. Reservatet ligger öster om Ramnäs och består av  äldre barrskog, sumpskogar, mossar med träd och två stora öppna myrar, Stormossen i nordost och Älgmossen i söder. 